# Tipula mannheimsiana
Tipula mannheimsiana är en tvåvingeart. Tipula mannheimsiana ingår i släktet Tipula och familjen storharkrankar.

## Underarter
Arten delas in i följande underarter:
- T. m. culcitifera
- T. m. mannheimsiana